# جورج أوبويل
جورج أوبويل (14 ديسمبر 1967

 في بلفاست) (بالإنجليزية: George O'Boyle)‏ لاعب كرة قدم أيرلندي شمالي يلعب حاليا لصالح نادي كارنوستي بانمور الاسكتلندي منذ 2006 في مركز المهاجم .
لعب أوبويل في أندية لينفيلد (1987-1988) بوردو (1988-1989) دونفرملين أثلتيك (1989-1994) سانت جونستون (1994-2001) ريث روفرز (2001) بريتشين سيتي (2001) كوين أوف ساوث (2001-2002) غلينافون (2003) أردز (2003) بونيس يونايتد (2004) كيلتي هارتز (2006) .
شارك أوبويل مع منتخب أيرلندا الشمالية في 13 مباراة دولية مسجلا هدف واحد في الفترة من 1994 إلى 1998 .

## روابط خارجية
- جورج أوبويل على موقع قاعدة بيانات كرة القدم.إي يو (الإنجليزية)
- جورج أوبويل على موقع ناشيونال فوتبول تيمز (الإنجليزية)
- جورج أوبويل على موقع Soccerbase.com (لاعب) (الإنجليزية)